# ششانک کیتان
ششانک کیتان (انگلیسی: Shashank Khaitan؛ زادهٔ ۲۷ فوریهٔ ۱۹۸۲) کارگردان فیلم و فیلم‌نامه‌نویس اهل هند است.

## فیلم‌شناسی
| سال  | نام                                | کارگردان | نویسنده | تهیه‌کننده | یادداشت                                      |
| ---- | ---------------------------------- | -------- | ------- | --------- | -------------------------------------------- |
| ۲۰۱۴ | عروس هامپتی شارما                  | آری      | آری     | نه        | نامزد—Filmfare Award for Best Debut Director |
| ۲۰۱۷ | عروس بدرینات                       | آری      | آری     | نه        | نامزد—جایزه فیلم‌فیر بهترین کارگردانی         |
| ۲۰۱۸ | ضربان قلب                          | آری      | آری     | نه        |                                              |
| ۲۰۱۹ | خبر خوب                            | نه       | نه      | آری       |                                              |
| ۲۰۲۰ | Bhoot – Part One: The Haunted Ship | نه       | نه      | آری       | [ ۱ ]                                        |
| ۲۰۲۰ | دل بیچاره                          | نه       | آری     | نه        |                                              |
| ۲۰۲۱ | Mr. Lele                           | آری      | آری     | آری       | Pre-production                               |
| ۲۰۲۳ | اسم من گویندا است                  | آری      | آری     | آری       |                                              |